# Syrmatia nyx
Syrmatia nyx är en fjärilsart som beskrevs av Jacob Hübner och Charles Andreas Geyer 1806/19. Syrmatia nyx ingår i släktet Syrmatia och familjen Riodinidae. Inga underarter finns listade i Catalogue of Life.

## Bildgalleri

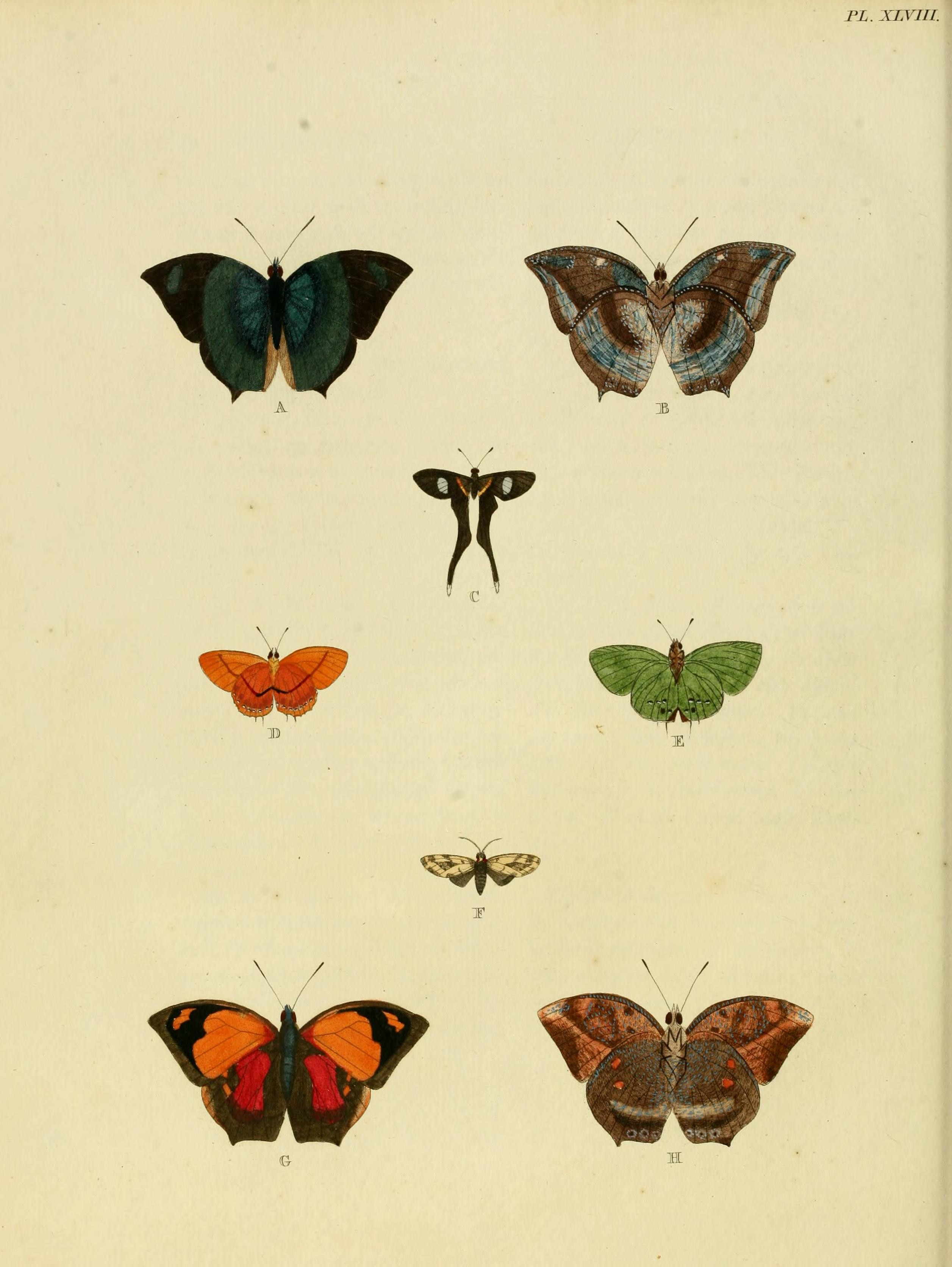